# Leonardo I. Tocco

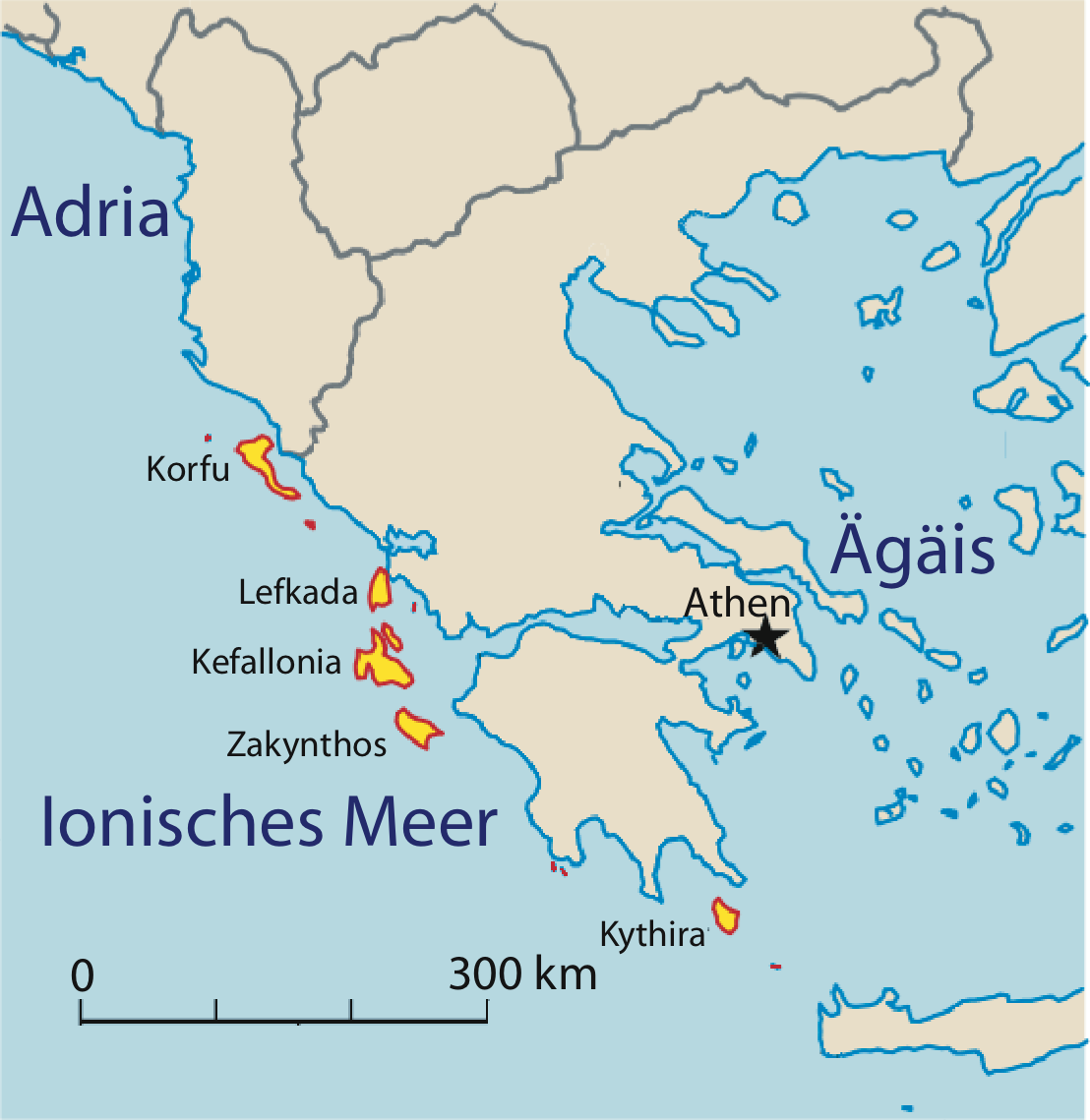
Lage der Inselgruppe Ionische Inseln

Leonardo I. Tocco (* um 1310/15; † 1381) aus der neapolitanischen Adelsfamilie Tocco war ab 1353 Baron von Tocco, Vitulano, Casafolese und Pietra di Tocco bei Tocco Caudio. Von 1357 bis zu seinem Tod war er 1. Pfalzgraf von Kefalonia, Ithaka und Zakynthos und ist somit der Stammvater der Tocco-Linie von Achaia, die über die Ionischen Inseln und bis zur zweiten Hälfte des 15. Jahrhunderts über Teile des Despotats Epirus herrschte.

## Leben
Leonardo Tocco wurde um 1310/15 als Sohn des Guglielmo Tocco, des Gouverneurs von Korfu und dessen Frau Margherita Orsini, der Tochter von Giovanni I. Orsini, dem Pfalzgrafen von Kefalonia, geboren. Da Leonardos Mutter Teilerbin von Zakynthos war, besaß dieser somit ein Anrecht auf die Pfalzgrafenwürde.
Am 3. November 1347 fiel Ludwig I. von Ungarn in das Königreich Neapel ein, um seinen ermordeten Bruder zu rächen. Während es Königin Johanna I.  von Neapel gelang mit ihrem zweiten Ehemann Ludwig von Tarent aus Neapel zu fliehen und in Avignon Zuflucht zu suchen, wurde Ludwigs Bruder, Robert von Tarent (Fürst von Tarent, Regnum Albaniae und Achaia, sowie Titularkaiser von Konstantinopel aus dem älteren Haus Anjou) in Aversa gefangen genommen und 1348 nach Ungarn verbracht. Leonardo und sein Bruder Pietro II. liehen für die Freilassung des Fürsten aus der ungarischen Gefangenschaft Geld. Aus einem Brief von Margherita von Tarent (Schwester von Robert und Ludwig von Tarent) vom 25. Juli 1350 (?) geht hervor, dass Pietro nach Ungarn entsandt wurde, um die Befreiung des Fürsten zu verhandeln.
Als er im März 1352 freigelassen wurde, erhielt der Sohn von Guglielmo II. Tocco, Pietro II., der an Roberts Befreiung „hart“ mitgearbeitet hatte, laut Privileg aus dem Jahr 1353, die Lehen Martina und Santa Maria della Vetrana (heute Avetrana) in der Provinz Tarent, Pomigliano d’Arco in der Metropolitanstadt Neapel und einige Güter auf Korfu. Am 26. September 1353 erhielt Leonardo I. die Baronie Tocco, Vitulano, Casafolese und Pietra di Tocco in der Nähe von Tocco Caudio.

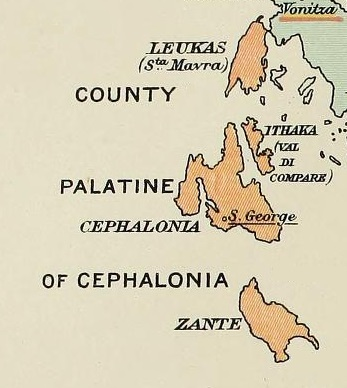
Pfalzgrafschaft Kefalonia, Ithaka und Zakynthos (1388)

Robert, der den Wunsch hatte das Reich von Konstantinopel für seine Mutter, Katharina von Valois-Courtenay, Titularkaiserin von Konstantinopel, zurückzuerobern, begab sich mit den beiden Tocco-Brüdern (Pietro und Leonardo) 1353/54 nach Griechenland, wo es ihnen gelang Korfu, Kefalonia, Zakynthos, Ithaka, Arta, die Festung Vonitsa und andere Orte auf dem Festland von Morea unter ihre  Kontrolle zu bringen. Robert betitelte sich selbst als Herzog von Lefkada und machte Leonardo I. 1357 zum 1. Pfalzgrafen von Kefalonia. Während Leonardo als Generalkapitän zurückblieb, kehrten Robert und Pietro II. 1364 nach Neapel zurück.
Leonardo gehörte zu den Gesandten, die sich 1374 nach Neapel begaben, um der Königin Johanna I., nach dem Tod von Philipp II. von Tarent das Fürstentum Achaia anzubieten.

## Familie
Leonardo heiratete vor dem Herbst 1361 Maddalena de Buondelmonti († nach 11. März 1401), die Schwester von Esau de Buondelmonti und die Tochter von Manente Buondelmonti und Lapa Acciaiuoli.
Das Paar hatte folgende Kinder:
- Petronilla Tocco  († 22. Juni 1409/27. September 1410), heiratete in erster Ehe  Niccolò II. della Carceri[12], Herzog von Naxos und Herr von Euböa; in zweiter Ehe heiratete sie 1383 Nicola Venier, Sohn des venezianischen Dogen Antonio Venier und Agnese da Mosto
- Giovanna Tocco, heiratete Enrico di Ventimiglia, Graf von Geraci
- Susanna Tocco († vor 1414), heiratete Nicola Ruffo, Graf von Catanzaro, Vizekönig von Kalabrien und Marchese von Crotone
- Carlo I. Tocco (* 1374/75; † 4. Juli 1429 in Ioannina), Pfalzgraf von Kefalonia und Despot von Epirus heiratete 1388 Francesca Acciaiuoli, Tochter von Nerio I. Acciaiuoli, Herzog von Athen und Agnese Saraceno
- Leonardo II. Tocco (* 1375/76; † 1418/19), Herr von Zakynthos, Gouverneur von Korinth,  Herr von Clarenza und  Angelokastron (seit 2011 ein Ortsteil von Agrinio)

Leonardo I. Tocco starb im Jahr 1381; Nachfolger wurde sein Sohn Carlo I. Tocco.